# Élections législatives de 1978 dans le Puy-de-Dôme
Les élections législatives françaises de 1978 se déroulent les 12 et 19 mars 1978. Dans le département du Puy-de-Dôme, cinq députés sont à élire dans le cadre de cinq circonscriptions.

## Élus
| Circonscription | Député sortant                                      | Parti | Parti | Député élu ou réélu | Parti | Parti    |
| --------------- | --------------------------------------------------- | ----- | ----- | ------------------- | ----- | -------- |
| 1re             | Arsène Boulay                                       |       | PS    | Maurice Pourchon    |       | PS       |
| 2e              | Jean Morellon suppléant de Valéry Giscard d'Estaing |       | RI    | Jean Morellon       |       | UDF (PR) |
| 3e              | Joseph Planeix                                      |       | PS    | Jacques Lavédrine   |       | PS       |
| 4e              | Fernand Sauzedde                                    |       | PS    | René Barnérias      |       | UDF (PR) |
| 5e              | Edmond Vacant                                       |       | PS    | Edmond Vacant       |       | PS       |

## Résultats

### Résultats à l'échelle du département
| Parti                 | Parti                              | Premier tour | Premier tour | Second tour | Second tour | Sièges |
| Parti                 | Parti                              | Voix         | %            | Voix        | %           | Sièges |
| --------------------- | ---------------------------------- | ------------ | ------------ | ----------- | ----------- | ------ |
|                       | Parti socialiste                   | 95 443       | 30,52        | 140 131     | 54,57       | 3      |
|                       | Parti communiste français          | 52 463       | 16,78        | Retrait     | Retrait     | 0      |
|                       | Mouvement des radicaux de gauche   | 4 044        | 1,29         |             |             | 0      |
|                       | Union de la gauche                 | 151 950      | 48,60        | 140 131     | 54,57       | 3      |
|                       |                                    |              |              |             |             |        |
|                       | Union pour la démocratie française | 102 186      | 32,68        | 81 115      | 31,59       | 2      |
|                       | Rassemblement pour la République   | 31 508       | 10,08        | 35 568      | 13,85       | 0      |
|                       | Divers droite                      | 3 907        | 1,25         |             |             | 0      |
|                       | Majorité présidentielle            | 137 601      | 44,01        | 116 683     | 45,33       | 2      |
|                       |                                    |              |              |             |             |        |
|                       | Extrême gauche                     | 11 578       | 3,70         |             |             | 0      |
|                       | Divers écologiste                  | 4 809        | 1,54         | 0           |             |        |
|                       | Parti socialiste unifié            | 4 420        | 1,41         | 0           |             |        |
|                       | Extrême droite                     | 2 323        | 0,74         | 0           |             |        |
|                       |                                    |              |              |             |             |        |
| Inscrits              | Inscrits                           | 375 906      | 100,00       | 301 430     | 100,00      | 5      |
| Abstentions           | Abstentions                        | 57 541       | 15,31        | 40 649      | 13,49       |        |
| Votants               | Votants                            | 318 365      | 84,69        | 260 781     | 86,51       |        |
| Blancs et nuls        | Blancs et nuls                     | 5 684        | 1,79         | 3 967       | 1,52        |        |
| Exprimés              | Exprimés                           | 312 681      | 98,21        | 256 814     | 98,48       |        |
| Source : Data.gouv.fr |                                    |              |              |             |             |        |

### Résultats par circonscription

#### Première circonscription (Clermont-Ferrand Plaine)
| Candidat       | Candidat              | Parti          | Premier tour | Premier tour | Second tour | Second tour |  |
| Candidat       | Candidat              | Parti          | Voix         | %            | Voix        | %           |  |
| -------------- | --------------------- | -------------- | ------------ | ------------ | ----------- | ----------- |  |
|                | Maurice Pourchon élu  | PS             | 28 051       | 33,26        | 49 380      | 58,13       |  |
|                | Pierre Pascallon      | RPR            | 20 412       | 24,2         | 35 568      | 41,87       |  |
|                | Monique Perrier       | PCF            | 17 423       | 20,66        | Retrait     | Retrait     |  |
|                | Robert Couvaud        | UDF (PR)       | 11 642       | 13,8         |             |             |  |
|                | Jean Lajonchère       | PSU (FA)       | 3 332        | 3,95         |             |             |  |
|                | Martine Payet         | LO             | 1 666        | 1,98         |             |             |  |
|                | Francis Bergeron      | FN             | 809          | 0,96         |             |             |  |
|                | Giordano Frassetto    | LCR            | 702          | 0,83         |             |             |  |
|                | Jean-Michel Paljkovic | UOPDP          | 298          | 0,35         |             |             |  |
|                |                       |                |              |              |             |             |  |
| Inscrits       | Inscrits              | Inscrits       | 101 082      | 100,00       | 101 075     | 100,00      |  |
| Abstentions    | Abstentions           | Abstentions    | 14 935       | 14,78        | 14 612      | 14,46       |  |
| Votants        | Votants               | Votants        | 86 147       | 85,22        | 86 463      | 85,54       |  |
| Blancs et nuls | Blancs et nuls        | Blancs et nuls | 1 812        | 2,1          | 1 515       | 1,75        |  |
| Exprimés       | Exprimés              | Exprimés       | 84 335       | 97,9         | 84 948      | 98,25       |  |

#### Deuxième circonscription (Clermont-Ferrand Montagne)
|                | Jean Morellon sortant réélu | UDF (PR)          | 32 440 | 51,83  |  |  |  |
|                | Bruno Viallet               | PS                | 13 486 | 21,55  |  |  |  |
|                | Jean Nicolas                | PCF               | 8 376  | 13,38  |  |  |  |
|                | François Vulliod            | Écologie 78       | 3 135  | 5,01   |  |  |  |
|                | Pierre Laporte              | MRG               | 2 126  | 3,4    |  |  |  |
|                | Daniel Séguy                | LO                | 1 263  | 2,02   |  |  |  |
|                | Jean-Pierre Félix           | Extrême droite    | 848    | 1,35   |  |  |  |
|                | Jean-Claude Waterlot        | FN                | 666    | 1,06   |  |  |  |
|                | Jacky Mamou                 | Extrême gauche    | 229    | 0,36   |  |  |  |
|                | M. Richard                  | Divers écologiste | 20     | 0,03   |  |  |  |
|                |                             |                   |        |        |  |  |  |
| Inscrits       | Inscrits                    | Inscrits          | 74 742 | 100,00 |  |  |  |
| Abstentions    | Abstentions                 | Abstentions       | 11 053 | 14,79  |  |  |  |
| Votants        | Votants                     | Votants           | 63 689 | 85,21  |  |  |  |
| Blancs et nuls | Blancs et nuls              | Blancs et nuls    | 1 100  | 1,73   |  |  |  |
| Exprimés       | Exprimés                    | Exprimés          | 62 589 | 98,27  |  |  |  |

#### Troisième circonscription (Issoire)
| Candidat       | Candidat              | Parti          | Premier tour | Premier tour | Second tour | Second tour |  |
| Candidat       | Candidat              | Parti          | Voix         | %            | Voix        | %           |  |
| -------------- | --------------------- | -------------- | ------------ | ------------ | ----------- | ----------- |  |
|                | Jacques Lavédrine élu | PS             | 16 703       | 33,68        | 29 242      | 57,24       |  |
|                | Jean Grolier          | UDF (PR)       | 9 505        | 19,16        | 21 845      | 42,76       |  |
|                | Daniel Mialon         | PCF            | 8 549        | 17,24        | Retrait     | Retrait     |  |
|                | Marcel Astruc         | RPR            | 7 739        | 15,6         | Retrait     | Retrait     |  |
|                | Robert Verdier        | Divers droite  | 3 907        | 7,88         |             |             |  |
|                | Roland Simonet        | LO             | 1 098        | 2,21         |             |             |  |
|                | André Masson          | PSU (FA)       | 1 088        | 2,19         |             |             |  |
|                | Gilles Gardy          | MRG            | 1 006        | 2,03         |             |             |  |
|                | C. Lavial             | LCR            | 1            | 0            |             |             |  |
|                |                       |                |              |              |             |             |  |
| Inscrits       | Inscrits              | Inscrits       | 60 905       | 100,00       | 61 037      | 100,00      |  |
| Abstentions    | Abstentions           | Abstentions    | 10 459       | 17,17        | 9 163       | 15,01       |  |
| Votants        | Votants               | Votants        | 50 446       | 82,83        | 51 874      | 84,99       |  |
| Blancs et nuls | Blancs et nuls        | Blancs et nuls | 850          | 1,68         | 787         | 1,52        |  |
| Exprimés       | Exprimés              | Exprimés       | 49 596       | 98,32        | 51 087      | 98,48       |  |

#### Quatrième circonscription (Thiers - Ambert)
| Candidat       | Candidat            | Parti             | Premier tour | Premier tour | Second tour | Second tour |  |
| Candidat       | Candidat            | Parti             | Voix         | %            | Voix        | %           |  |
| -------------- | ------------------- | ----------------- | ------------ | ------------ | ----------- | ----------- |  |
|                | René Barnérias élu  | UDF (PR)          | 24 404       | 44,86        | 28 827      | 50,86       |  |
|                | Maurice Adevah-Pœuf | PS                | 15 863       | 29,16        | 27 852      | 49,14       |  |
|                | André Chassaigne    | PCF               | 7 903        | 14,53        |             |             |  |
|                | Arlette Laguiller   | LO                | 4 577        | 8,41         |             |             |  |
|                | Hubert Constancias  | Divers écologiste | 1 654        | 3,04         |             |             |  |
|                |                     |                   |              |              |             |             |  |
| Inscrits       | Inscrits            | Inscrits          | 66 070       | 100,00       | 66 122      | 100,00      |  |
| Abstentions    | Abstentions         | Abstentions       | 10 725       | 16,23        | 8 593       | 13          |  |
| Votants        | Votants             | Votants           | 55 345       | 83,77        | 57 529      | 87          |  |
| Blancs et nuls | Blancs et nuls      | Blancs et nuls    | 944          | 1,71         | 850         | 1,48        |  |
| Exprimés       | Exprimés            | Exprimés          | 54 401       | 98,29        | 56 679      | 98,52       |  |

#### Cinquième circonscription (Riom)
| Candidat       | Candidat                    | Parti          | Premier tour | Premier tour | Second tour | Second tour |  |
| Candidat       | Candidat                    | Parti          | Voix         | %            | Voix        | %           |  |
| -------------- | --------------------------- | -------------- | ------------ | ------------ | ----------- | ----------- |  |
|                | Michel Duval                | UDF (PR)       | 24 195       | 39,18        | 30 443      | 47,49       |  |
|                | Edmond Vacant sortant réélu | PS             | 21 340       | 34,55        | 33 657      | 52,51       |  |
|                | Jean-Claude Jacob           | PCF            | 10 212       | 16,53        | Retrait     | Retrait     |  |
|                | Roger Tounzé                | RPR            | 3 357        | 5,44         |             |             |  |
|                | Serge Vasset                | LCR            | 1 744        | 2,82         |             |             |  |
|                | Pierre Marconnet            | MRG            | 912          | 1,48         |             |             |  |
|                |                             |                |              |              |             |             |  |
| Inscrits       | Inscrits                    | Inscrits       | 73 107       | 100,00       | 73 196      | 100,00      |  |
| Abstentions    | Abstentions                 | Abstentions    | 10 369       | 14,18        | 8 281       | 11,31       |  |
| Votants        | Votants                     | Votants        | 62 738       | 85,82        | 64 915      | 88,69       |  |
| Blancs et nuls | Blancs et nuls              | Blancs et nuls | 978          | 1,56         | 815         | 1,26        |  |
| Exprimés       | Exprimés                    | Exprimés       | 61 760       | 98,44        | 64 100      | 98,74       |  |